# Gare de Vinnytsia
La gare de Vinnytsia (ukrainien : Вінниця (станція)) est une gare ferroviaire située dans la ville de Vinnytsia en Ukraine.

### Accueil

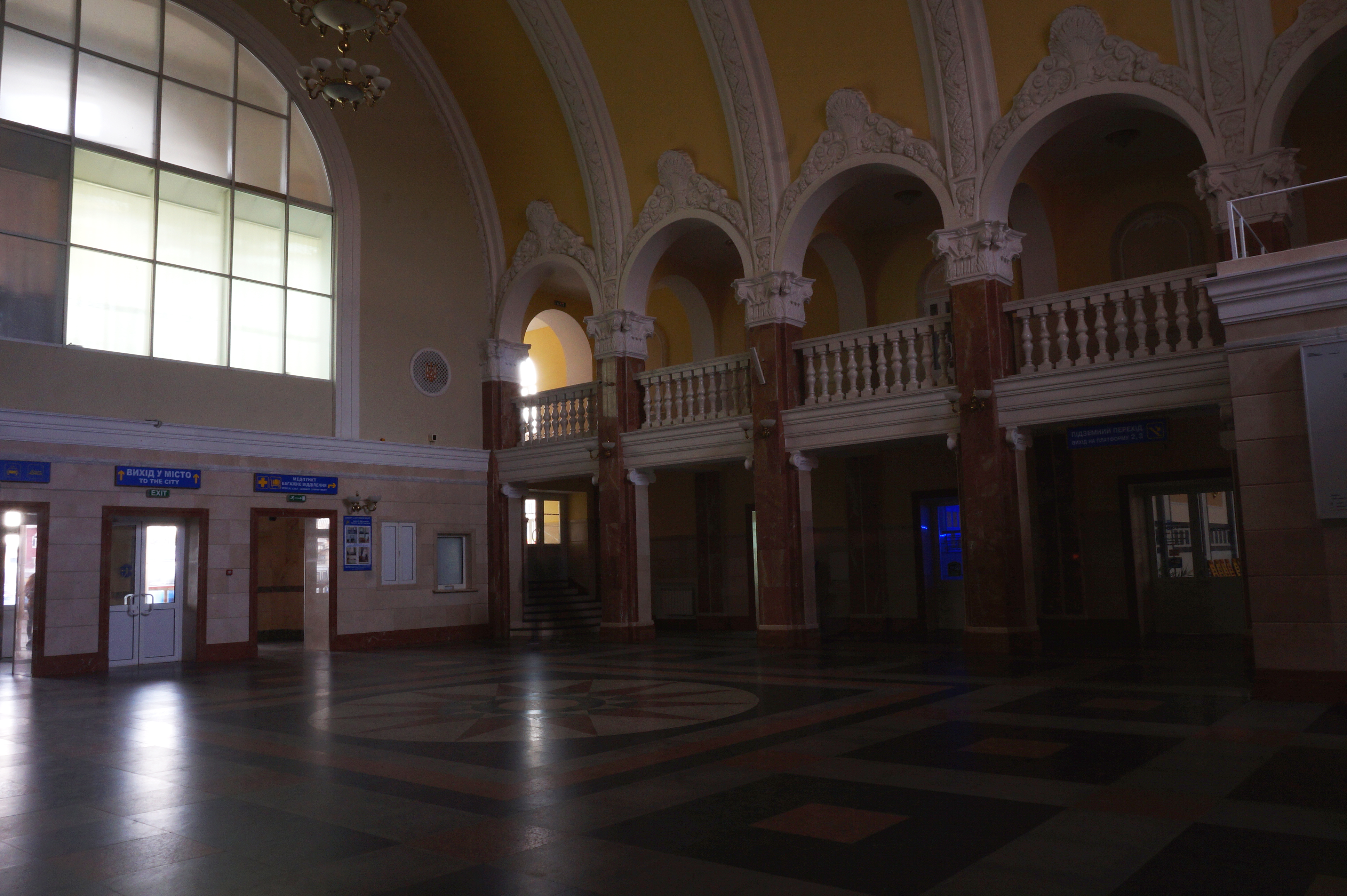
Hall passagers.

### Desserte

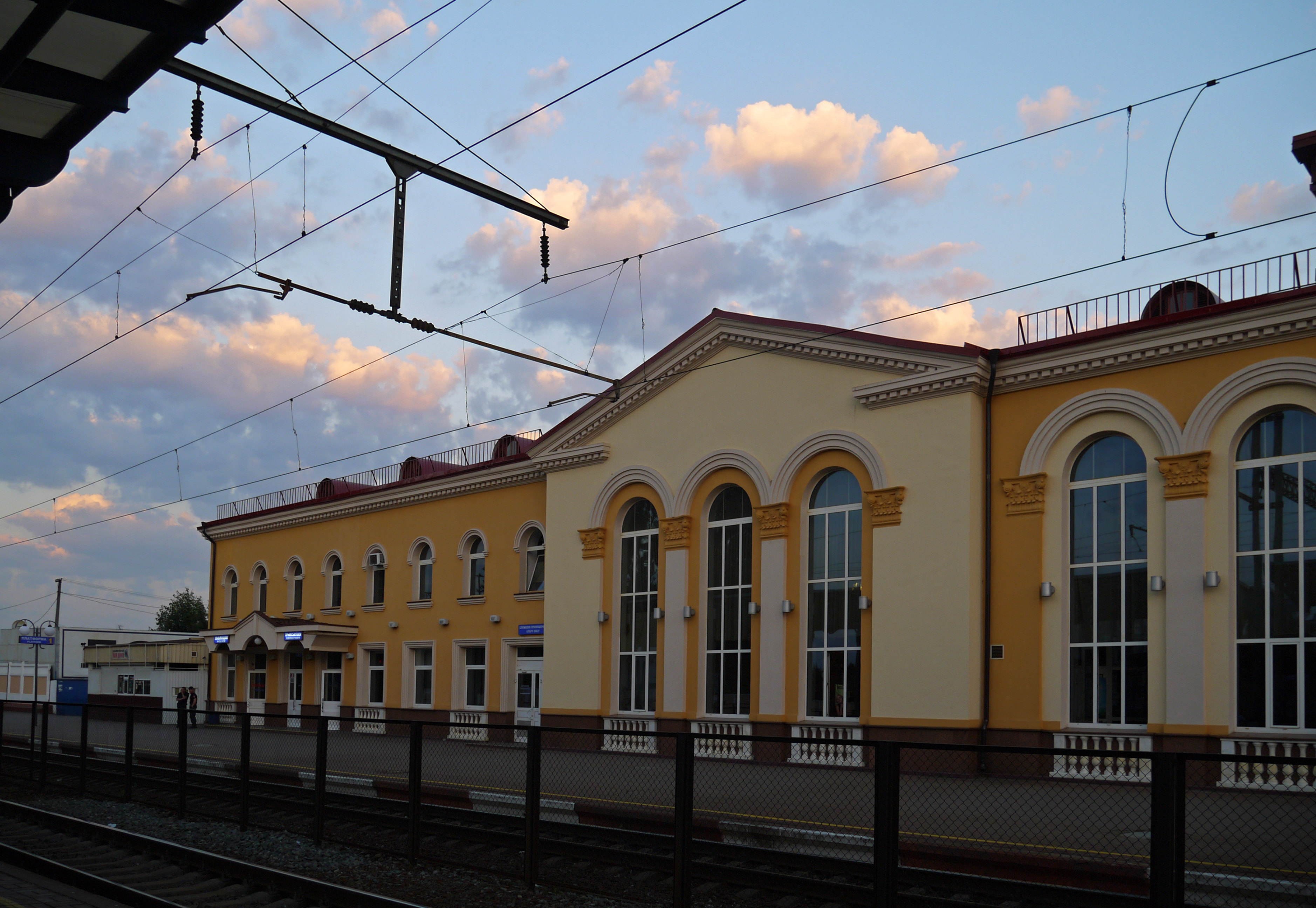
Un Quai.

## Histoire

### Intermodalité
Elle est exploitée par Pivdenno-Zakhidna zaliznytsia du réseau national ukrainien.